# Чжун, Артур Раймонд
Артур Раймонд Чжун (или Чан, 10 января 1918, Виндзор-Форест, Британская Гвиана — 23 июня 2008, Бел-Эйр-Спрингс, Гайана) — гайанский политический деятель, первый президент Гайаны (1970—1980). Он был первым этническим китайцем (хакка) во главе неазиатской страны. Во время его пребывания на посту должность президента Гайаны была чисто церемониальной, реальная власть находилась в руках премьер-министра Форбса Бёрнэма. Был удостоен высшей национальной награды Гайаны, Ордена Превосходства.

## Биография
Чжун родился в Виндзор-Форест, Западное побережье Демерары, Гайана, и был самым младшим из восьми детей Джозефа и Люси Чжун. Образование он получил сначала в начальной школе родного города, а среднее — в средней школе Бланкенбурга.
Перед поступлением на гражданскую службу Чжун был учеником топографа и землемером. В 1940 году он поступил на службу в юридическую корпорацию Мидл-Темпл в Лондоне, получив квалификацию адвоката в 1947 году. Затем он вернулся на родину и вскоре был назначен исполняющим обязанности судьи.
В 1954 году он женился на своей землячке Дорин Памеле Нг-зе-цюань, которая родила ему сына и дочь.
В 1954—1960 годах Чжун служил мировым судьей, затем работал старшим следователем, секретарем в Верховном суде, рядовым судьей. В 1963 году был назначен судьей апелляционного суда.

### Президентство
После обретения Гайаной независимости в 1970 году Национальная ассамблея избрала Чжуна первым президентом страны. Он вступил в должность 17 марта 1970 года. Фактически страной правил премьер-министр Форбс Бёрнэм.
При этом символично, что Гайана установила официальные дипломатические отношения с Китайской Народной Республикой именно при президенте-этническом китайце (27 июня 1972 года), став первой англоговорящей страной Карибского бассейна, признавшей КНР. В 1977 году президент Чжун посетил Китай с визитом.
В 1980 году, когда пересмотр конституции трансформировал должность президента в по-настоящему руководящую, Бёрнэм сменил Чжуна на этом посту 6 октября 1980 года.
Чжун умер 23 июня 2008 года в своём доме.